# Silvia Marty
Pour les articles homonymes, voir Marty.
Silvia Marty, née le 10 juillet 1980 à Barcelone, est actrice, chanteuse et danseuse espagnole.
Elle patine sur glace, joue des claquettes et participe à des pièces de théâtre depuis son plus jeune âge.

## Biographie
Après avoir figuré depuis toute petite dans de nombreux spots publicitaires et plusieurs comédies musicales, elle se consacre à la série Un, dos, tres de 2002 à 2005. Elle y joue Ingrid Muñoz. À l'arrêt de la série , elle joue quelques rôles dans différentes séries télés espagnoles.
Elle joue aussi au théâtre en 2005 dans la pièce intitulée Al menos no es navidad qui a rencontré un grand succès critique et artistique.
En 2006, elle interprète Emilia dans le film El hombre de arena, qui est sorti en Espagne le 1er juillet 2007.
Elle joue également dans le film Oviedo Express, sorti le 19 octobre 2007 dans les salles espagnoles.
Elle joue également le rôle de Pepa, jeune femme enceinte poursuivie par un tueur à gages, dans la série policière espagnole Cuenta Atras sous connu sous le nom de Compte à rebours (série télévisée) en français.
Elle a interprété le rôle de l'avocate Silvia Marall dans la série judiciaire Lex (dont le premier épisode fut diffusé le 5 juin 2008), produite par la chaine de télévision espagnole Antena 3. Fin 2008, la série s'arrête, faute d'audience.
Silvia en profite pour remonter sur les planches en 2009 au Teatro Club Capitol de Barcelone, dans une pièce intitulée La habitación de veronica, adaptée du livre de l'écrivain américain Iran Levin.
Elle tourne aussi, en parallèle de sa pièce de théâtre, dans le feuilleton espagnol Amar en tiempos revueltos où elle tient le rôle de Luisa, dans dix épisodes diffusés début juin 2009 sur la chaîne de télévision publique espagnole TVE.
En 2014, le groupe M6 achète les droits du téléfilm les enfants volés  diffusé sur Telecinco dans lequel Silvia joue une bonne sœur. Il est diffusé successivement  sur la chaîne 6ter puis en replay.
L'actrice a également animé sa propre émission de cuisine sur la web-tv Canal Cocina : elle y a présenté Los Dulces de Silvia, où elle partageait ses astuces et recettes de pâtissières.
En 2019, Silvia a créé Les Rousses, une marque de vêtements d'inspiration méditerranéenne.

## Filmographie

### Cinéma
- 2005 : Camps de maduixes : Luciana
- 2006 : Pocas nueces : Lucía
- 2007 : El hombre de arena : Emilia
- 2007 : Oviedo Express : Petra
- 2015 : La memoria del agua : Mónica

### Télévision
- 2002-2005 : Un, Dos, Tres [1] : Ingrid Muñoz
- 2006 : Mandrágora : Yolanda
- 2007 : Cuenta atrás : Pepa
- 2007 : Hospital Central : Carmen
- 2008 : La Famille Serrano : María
- 2008 : LEX : Silvia Marall
- 2009 : Amar en tiempos revueltos :Luisa de Samper
- 2010 : Retornos
- 2013 : Les enfants volés [2] : Sœur Herminia
- 2016 : Perdóname, Señor : Irene Oliver
- depuis 2020 : Acacias 38 : Soledad
- 2022 : Machos alfa : Carmen